# 天人唐草
『天人唐草』（てんにんからくさ）は、山岸凉子による日本の漫画。『週刊少女コミック』（小学館）に1979年に掲載された。山岸の代表的な短編作品の一つで、たびたび作品集の表題作になっている。
「人間が抱える差別意識」と「家族関係から生じるトラウマ」を描いた作品。
山岸は編集部から「青春ものを」という依頼を受けて描きはじめたものの、当時は「描きたくない」と思いながら執筆していたという。しかし後日、テレビでのインタビューで自分で描いた一番好きな作品はと問われると『天人唐草』の名前を挙げ、自分にとって転機となる作品であったという発言をしている。
穂村弘は本作のラストシーンを衝撃的と評し、年に一度くらい友達の誰かが必ず物真似をすると語っている。また、奇声をあげる主人公は作者が実際に空港で見たものであるという。

## あらすじ
主人公の岡村響子（おかむら きょうこ）は幼少時のある日、見つけた可愛らしい花が「イヌフグリ」という名前であることを友人に教えられるが、なぜか笑われる。イヌフグリとは犬の睾丸を意味する名で、友人らは下ネタ扱いしていたからだ。その意味がわからなかった響子は、夕食の場で両親に「イヌフグリ」の意味を訊ねるが、母からは「その花は天人唐草と言った方が良い」と言われるのみで意味を教えてくれず、納得出来ない響子はしつこく意味を聞こうとしたところ、厳格な父から「女の子がそんなことを口にするな」と怒鳴られる。その後も父から事あるごとに叱られ、「失敗を恐れる」ようになる。
中学生になった響子は同級生の男子生徒に恋心を抱き、思い切ってラブレターを渡すが、すぐに両親に知られてしまい、父から「お前がそんなませた子だとは思わなかった」と叱られる。ショックを受けると共に、今後は異性に積極的にアプローチすることはしないと心に誓い、内向的な女性に成長していく。相手が男性であるというだけでちょっとした雑談にも固まるようになり、高校では男子生徒から感じの悪い奴だと遠巻きにされる。
高校を卒業した響子は、父の紹介で役所勤めを始める。少々の注意を受けただけで恐縮し一々傷ついてしまう彼女は、扱いづらいと上司からは腫れ物扱い。父の厳格なしつけの影響で、社内の飲み会では気の利いた受け答えやお酌も出来ず、歌も歌えない。何も上手くやれないと帰路につきながら泣く響子は、同僚男性・佐藤に心配され自宅まで送られることになり、彼から「君は他人の目や評価を気にし過ぎている」と指摘される。それは彼女にとって大事な一瞬だったが、軽薄な雰囲気のある佐藤に対する「ああいった若者は好かん」という出迎えた父の言葉が、佐藤の指摘を響子の中で軽いものへと変えてしまう。
そんな中、響子の母が他界する。父は家事が出来ないこともあり、響子は仕事を辞めて家庭に入り「家事手伝い」になる。面倒な人間関係のない生活に「この方がずっと楽だ」と響子は安堵する。結婚適齢期を迎えた響子は見合いを何度かするが、「女性は控えめでいることが美徳」と考えている響子は受け身な対応ばかりしてしまい、相手の男性から呆れられて破談となり、父から「お前はおとなしすぎる」と叱られる。
その後、家事手伝いとして平凡に暮らしていた響子の元に、父が倒れたという報が入る。響子は慌てて駆けつけるが、すでに父は他界していた。そこは見知らぬ女性の家で、話を聞けば、その女性と父は10年ほど前から交際していたという。派手な化粧、燻る煙草、そこにいたのは今まで父が「こうあってはいけない」と厳しく言っていた女性の姿だった。しかも母の存命中から交際していたことを知り、愕然とする響子。帰りの電車の中で、響子は悲しみにくれた。そんなか弱い彼女の姿に目をつける男がいた。
帰りの夜道で男に暴行されてしまう響子。全てが終わった後で「わかってくれる わかってくれるわ きっと…あの人は…」と響子はひとりきりでつぶやく。後日、今までのように他人の目を気にすることなく、響子は明るい調子で街へ出る。道端に可愛い花を見つけ、座り込んで眺め「天人唐草……ううんそれ以外の名前は知らない」と独り言をいう。
羽田空港に、金髪・フリルのドレス姿で「きえーーっ」と奇声を上げる一人の女性の姿があった。それは発狂し、少女趣味の奇抜なファッションに身を包んだ響子であった。周囲が驚き、あるいは非難がましく見てきても、響子は意に介さず歩き続ける。彼女はようやく解放されたのだ、狂気という檻の中で。